# Ванцаш, Йосип
Йосип Ванкаш (серб. Josip Vancaš; 22 марта 1859, Шопрон — 15 декабря 1932, Загреб, Савская бановина) — австро-венгерский и югославский архитектор, который большую часть своей карьеры провел в боснийском городе Сараево, где спроектировал более двухсот зданий. Он также занимался проектированием зданий в современной Хорватии и Словении.

## Биография

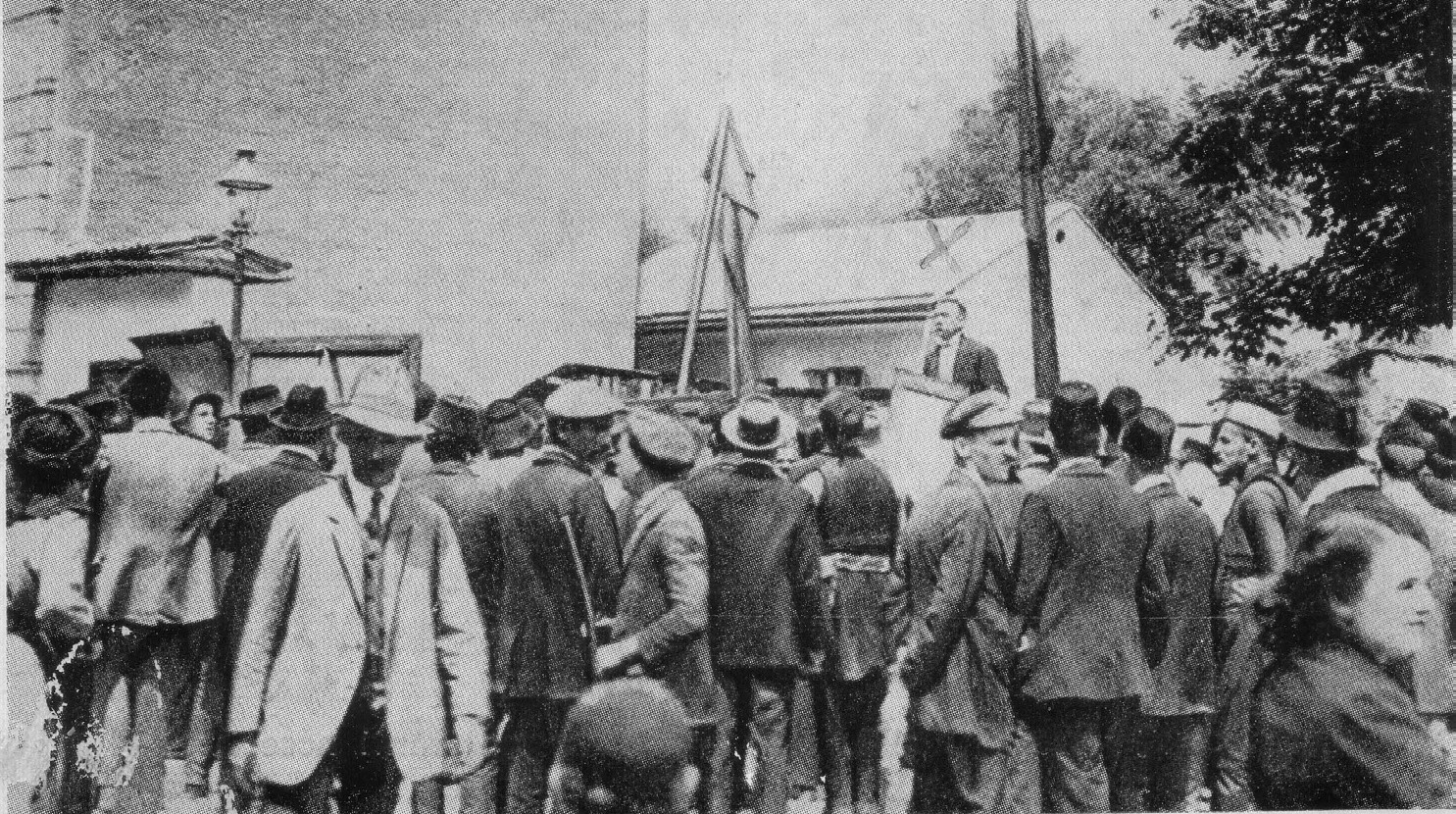
Йосип Ванкаш обращается к толпе в Сараево, 29 июня 1914 года.

Ванкаш родился в хорватской семье в Шопроне, Венгрия, где его отец работал почтовым служащим, и учился в Высшей технической школе в Загребе, где его отец был назначен почтмейстером. Затем он переехал в Вену, чтобы изучать архитектуру в Техническом университете с 1876 по 1881 год. В течение одного года Ванкаш работал в ателье Фердинанда Фельнера и Германа Гельмера, затем окончил в 1883 году Художественную академию в Вене под руководством Фридриха фон Шмидта, специалиста по средневековой архитектуре, который оказал влияние на формирование стиля молодого архитектора — варианта эклектики историзма.
Шмидт порекомендовал Ванкаша Бенджамину Каллаю для проектирования Сараевского собора, и Ванкаш приехал в Сараево с 1884 года по 1890 год он работал на правительство, а затем руководил собственной студией до 1921 года. Он оставался там в течение тридцати семи лет, став ведущим архитектором, членом первого боснийского парламента (1910 г.) и заместителем мэра Сараево.
На протяжении своей долгой карьеры Ванкаш оставался преданным поклонником венских архитектурных тенденций и часто включал их в свои проекты в Боснии и Герцеговине. Однако, он не ограничился простым подражанием и пытался приспособить венские образцы к боснийским условиям. В его творчестве преобладают историзм и эклектика, а также позже встречаются элементы венского сецессиона. В своих проектах он идет от псевдоромантических веяний к псевдовосточным. Он изучал местную боснийскую архитектуру и пытался, применяя её характерные элементы, создать истинно боснийский стиль.
Ванкаш признал боснийский стиль, который можно сравнить со скандинавским национальным романтизмом. Боснийский стиль отстаивали молодое поколение архитекторов, такие как чешский архитектор Йосип Поспошил, словенский архитектор Рудольф Тённис и австрийский архитектор Эрнст Лихтблау, которые учились в Академии художеств в Вене у Карла фон Хазенауэра и Отто Вагнера. Однако стиль был назван старшим архитектором Сараево — Йосипом Ванкашем, на которого работали многие из этих молодых архитекторов.
За время своего пребывания в Боснии (1883—1921) Ванкаш построил 102 дома, 70 церквей, 12 школ, 10 дворцов, 10 банков, 10 государственных муниципальных зданий, 6 гостиниц и таверн, а также реконструировал ряд зданий. Ванкаш также выполнилнял эскизы церковных алтарей, а также чертежи жилых и церковных интерьеров. Выставлял свои работы на всемирных выставках в Будапеште (1896 г.), Вене (1898 г.) и Париже (1900 г.). В 1911 году в качестве представителя в парламенте Боснии и Герцеговины он представил резолюцию об охране культурных памятников в Боснии и Герцеговине.
29 июня 1914 года Ванкаш был одним из выступавших, обращавшихся к толпе, которая позже осквернила и разграбила собственность сербов в Сараево во время беспорядков после убийства Гаврило Принципом эрцгерцога Австрии Франца Фердинанда.
Ванкаш также написал несколько исследований боснийской народной и городской архитектуры. С 1921 года он жил в Загребе, где и умер 15 декабря 1932 года в возрасте 73 лет

## Работа

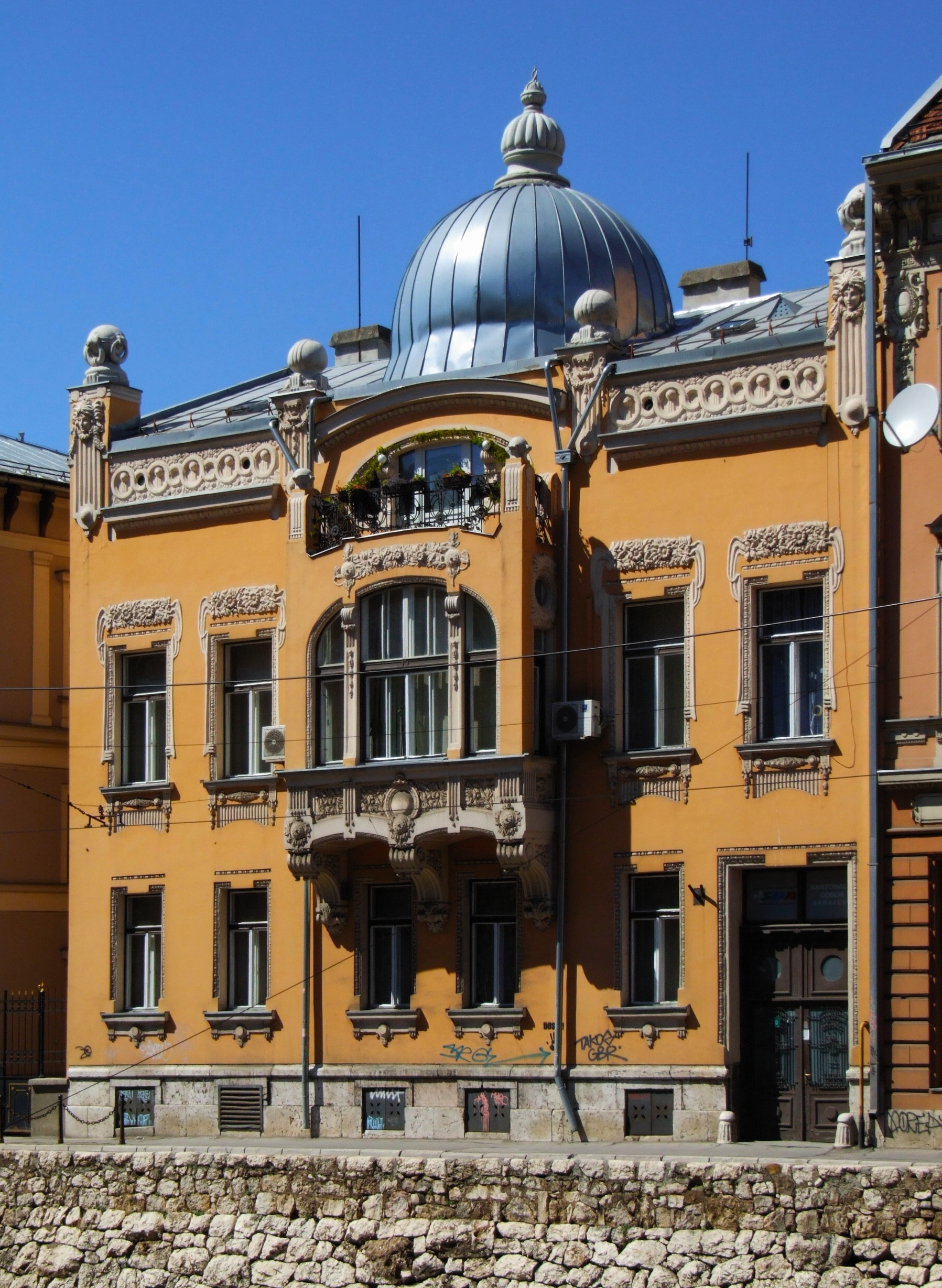
Особняк Иешуа Д. Салома в Сараево (1901 г.)

Среди его наиболее значительных работ:
- Неоготический собор Святого Сердца, Сараево (1884—1889 гг.)
- Дворец правительства в стиле неоренессанса, сегодня Дом президента (1884—1886)
- Приходская церковь Очищенного Сердца Марии в Биелине (1885 г.)
- Дворец Норманнов в Осиеке (1891—1894 гг.)
- псевдофольклорный павильон Боснии и Герцеговины на тысячелетней выставке в Будапеште (1896 г.)
- Семинария святых Кирилла и Мефодия в Сараево (1892—1896)
- Первая хорватская сберегательная касса в Загребе (1898—1900 гг.)
- Народный ссудный банк в Любляне (1900—1907)
- Особняк Иешуа Д. Салома в Сараево (1901 г.)
- Вилла Матильды в Сараево (1902—1903),
- Приходская церковь Св. Георгия в Дешиниче (1901—1902 гг.)
- Приходская церковь св. Николая в Крапине (1901—1903)
- Институт Св. Станислава в Любляне (1901—1905)
- Союз отелей в Любляне (1902—1903)
- Городская сберегательная касса в Любляне (1902—1903 гг.)
- Приходская церковь св. Михаила в Вареше (1905—1906)
- Дворец главпочтамта и телеграфа в Сараево (1907—1913 гг.)
- Приходская церковь Святого Петра, Радече (1911 г.)
- Королева церкви Святого Розария в Сараево
- Приходская церковь св. Иоанна Крестителя в Конице (1894—1918)

Хотя он работал в основном на территории Боснии и Герцеговины, но также, часть своих проектов он реализовал в Хорватии. Работая над различными проектами, финансируемыми в основном хорватским правительством, Ванкаш вместе с Германом Болле стал известен как самый важный дизайнер сакральных сооружений в Хорватии в последние десятилетия 19-го и начала 20-го веков. Он проектировал в неоготике, неороманском стиле, неоренессансе, редко в неовизантийском стиле и необарокко, а с конца XIX века обратился к сецессиону.
Он также добился больших успехов в тогдашней провинции Карниола (центральная часть современной Словении), где он построил церкви в Бледе, Пречне и Мирной Пече, а также ряд зданий в Любляне.

## Галерея

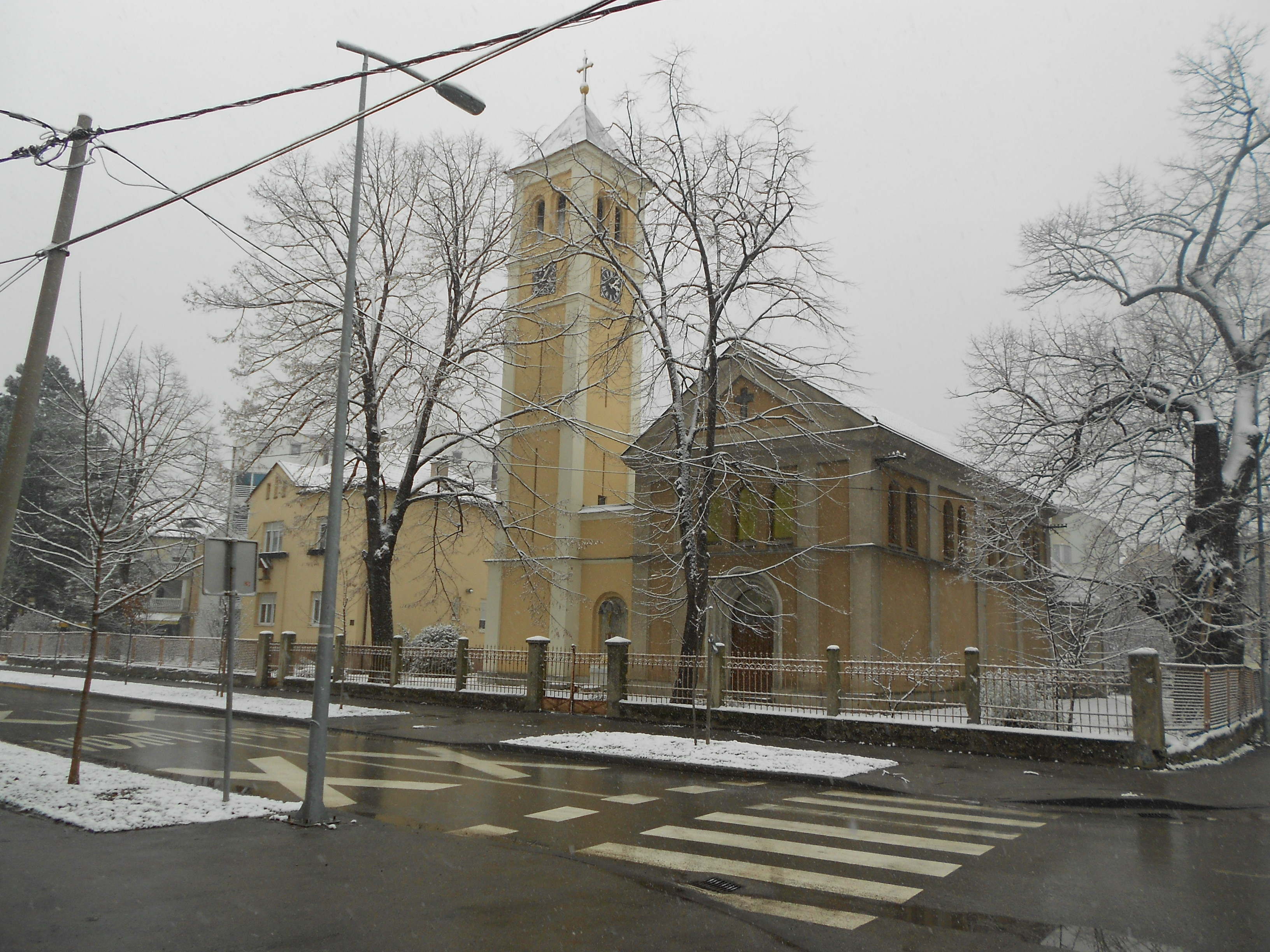
Приходская церковь Очищенного сердца Марии в Биелине (1885)
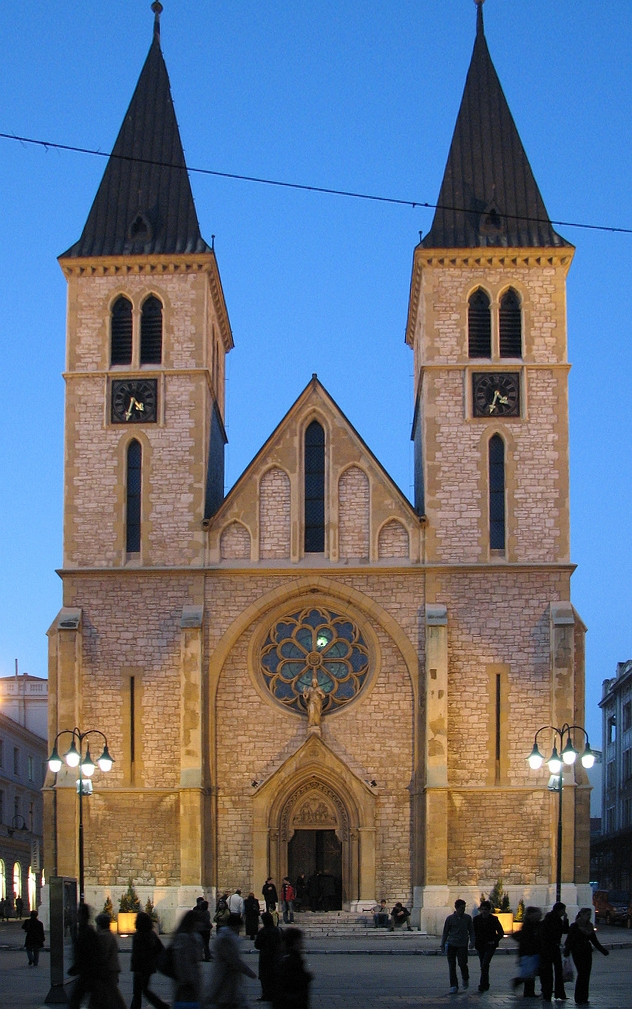
Собор Святого сердца в Сараево (1884–1889)
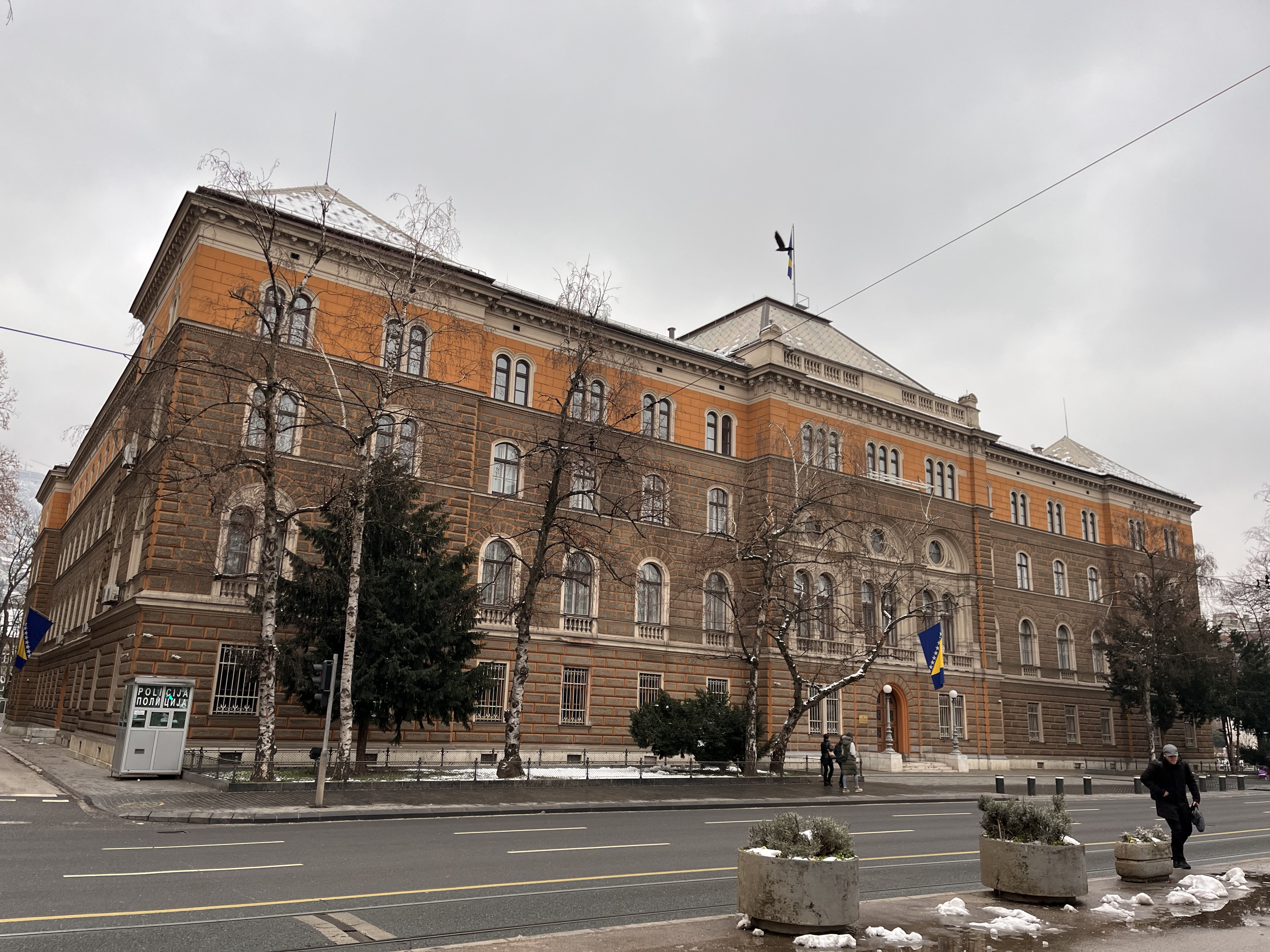
Здание президентства, Сараево (1884–1886)
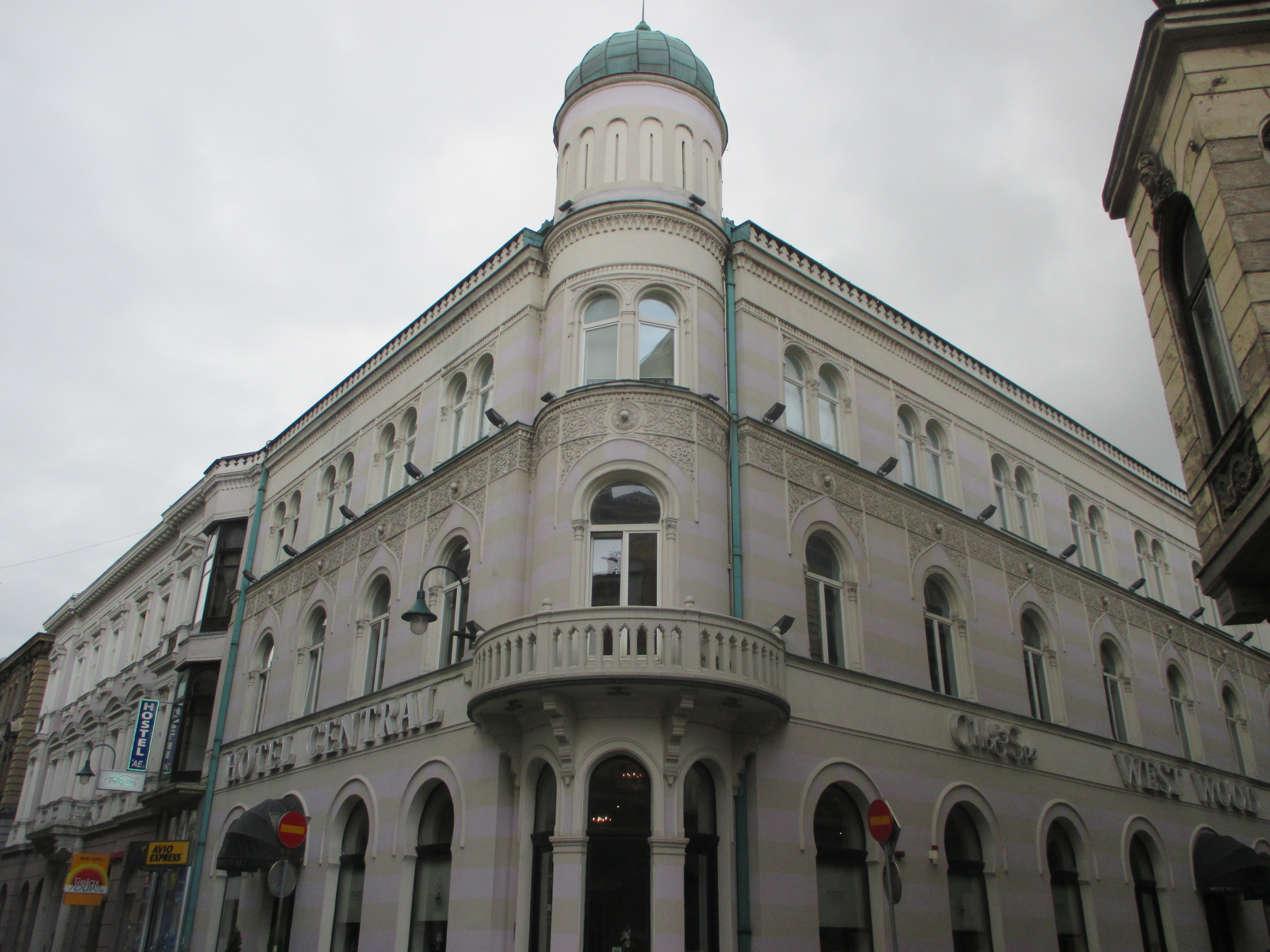
Отель Central, Сараево (1889)
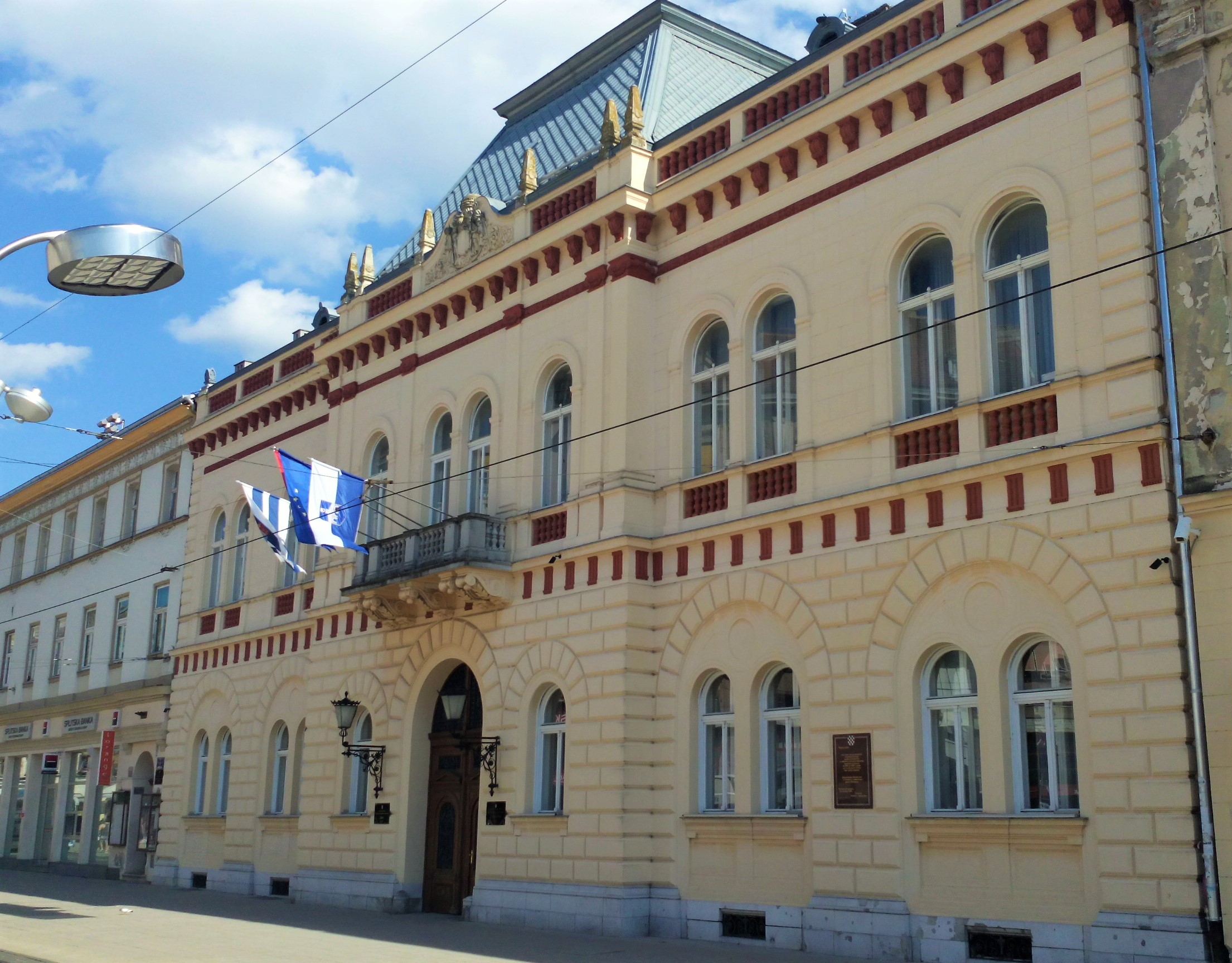
Дворец Норманнов в Осиеке (1891–1894)
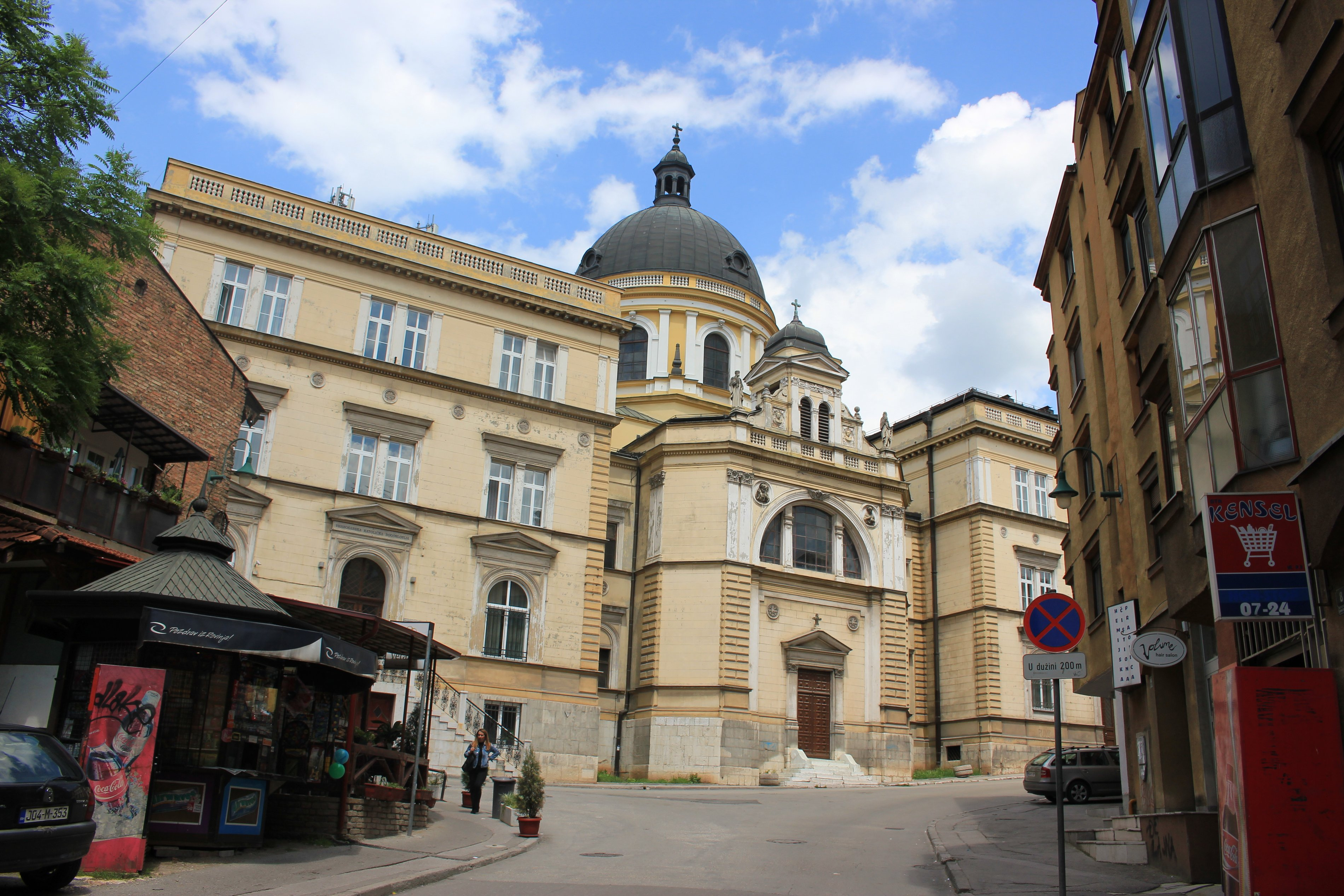
Семинария Святых Кирилла и Мефодия в Сараево (1892–1896)
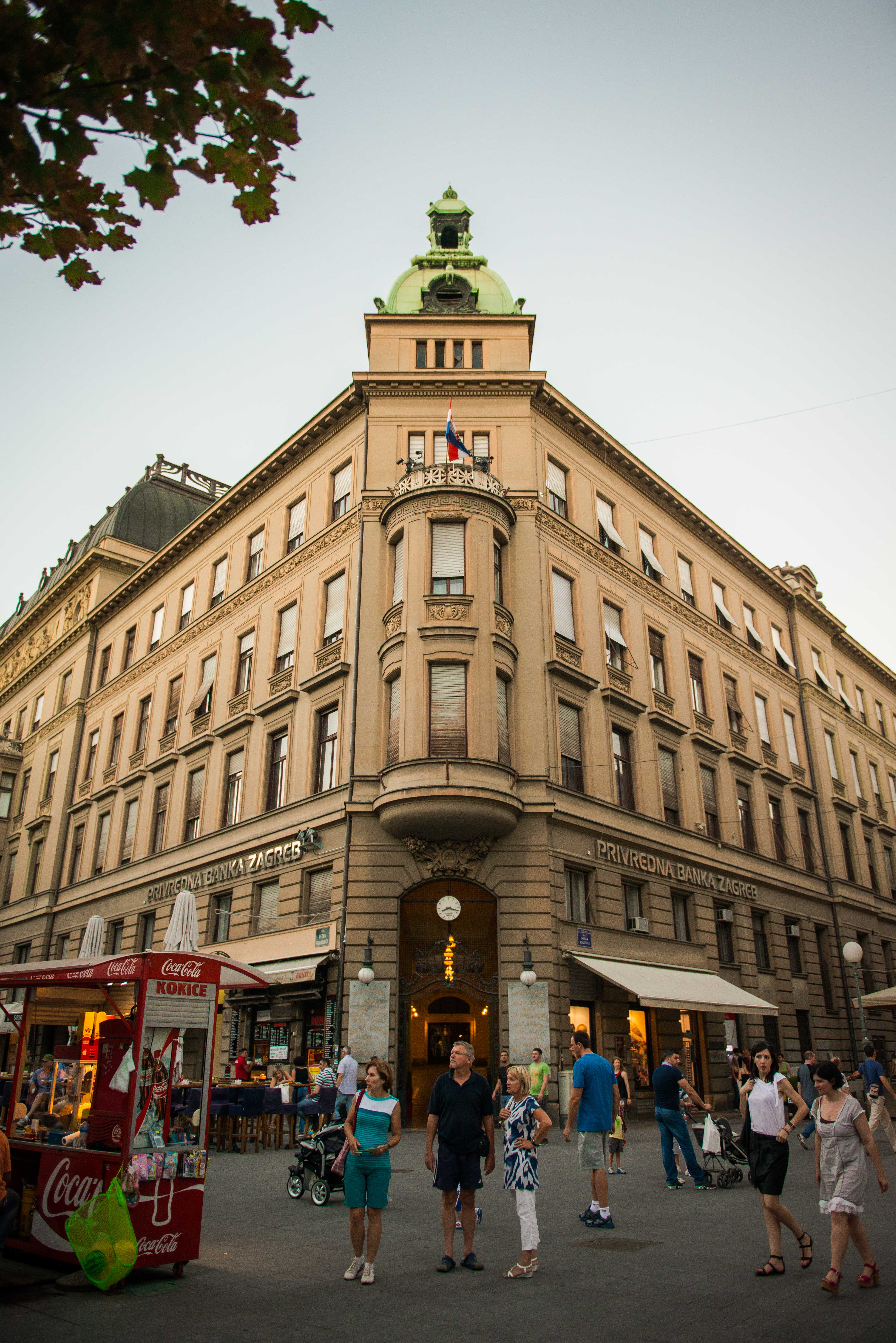
Первый хорватский сберегательный банк в Загребе(1898–1900)
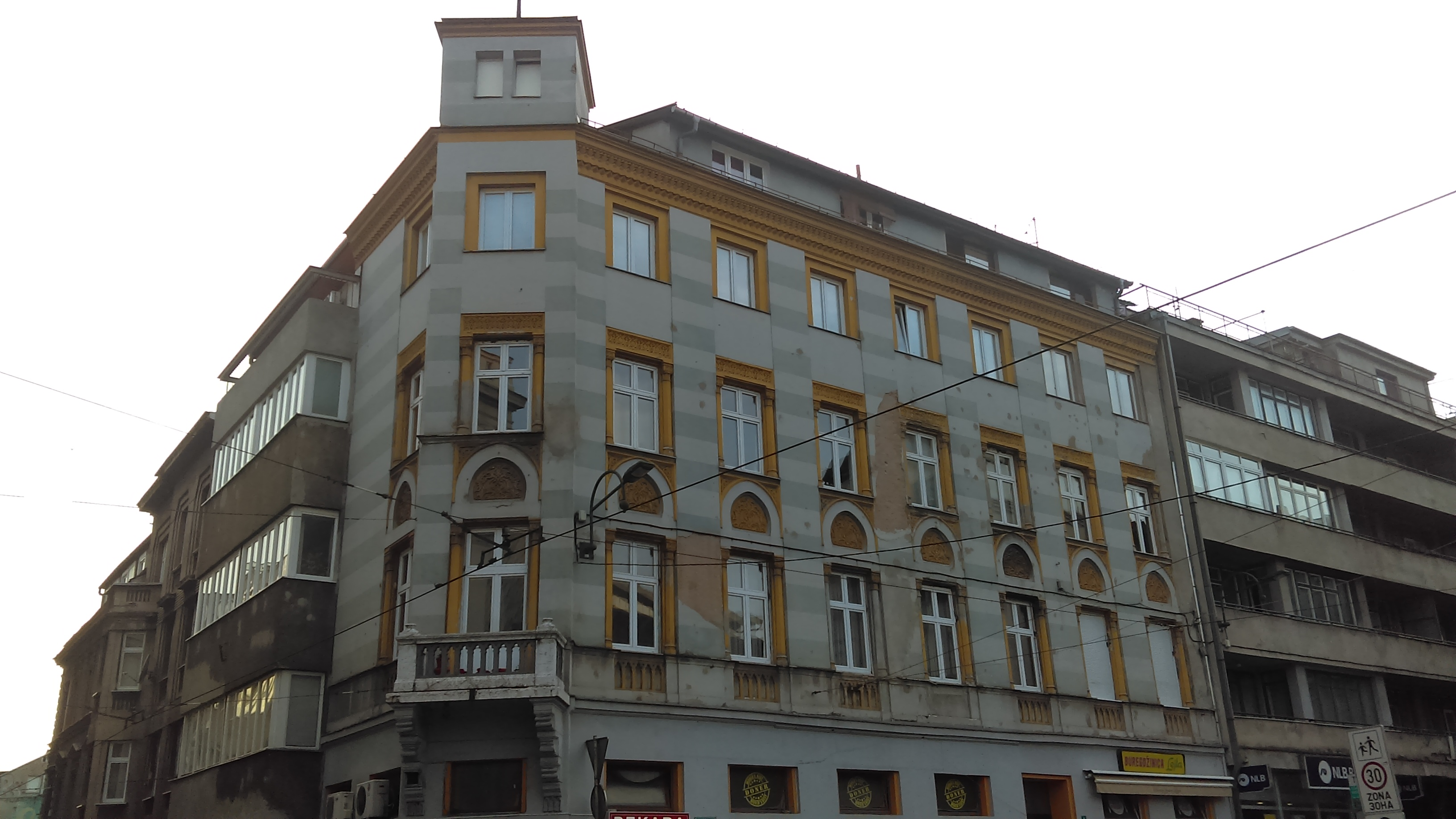
Коммерческое здание "Дженетич", Сараево (1898)
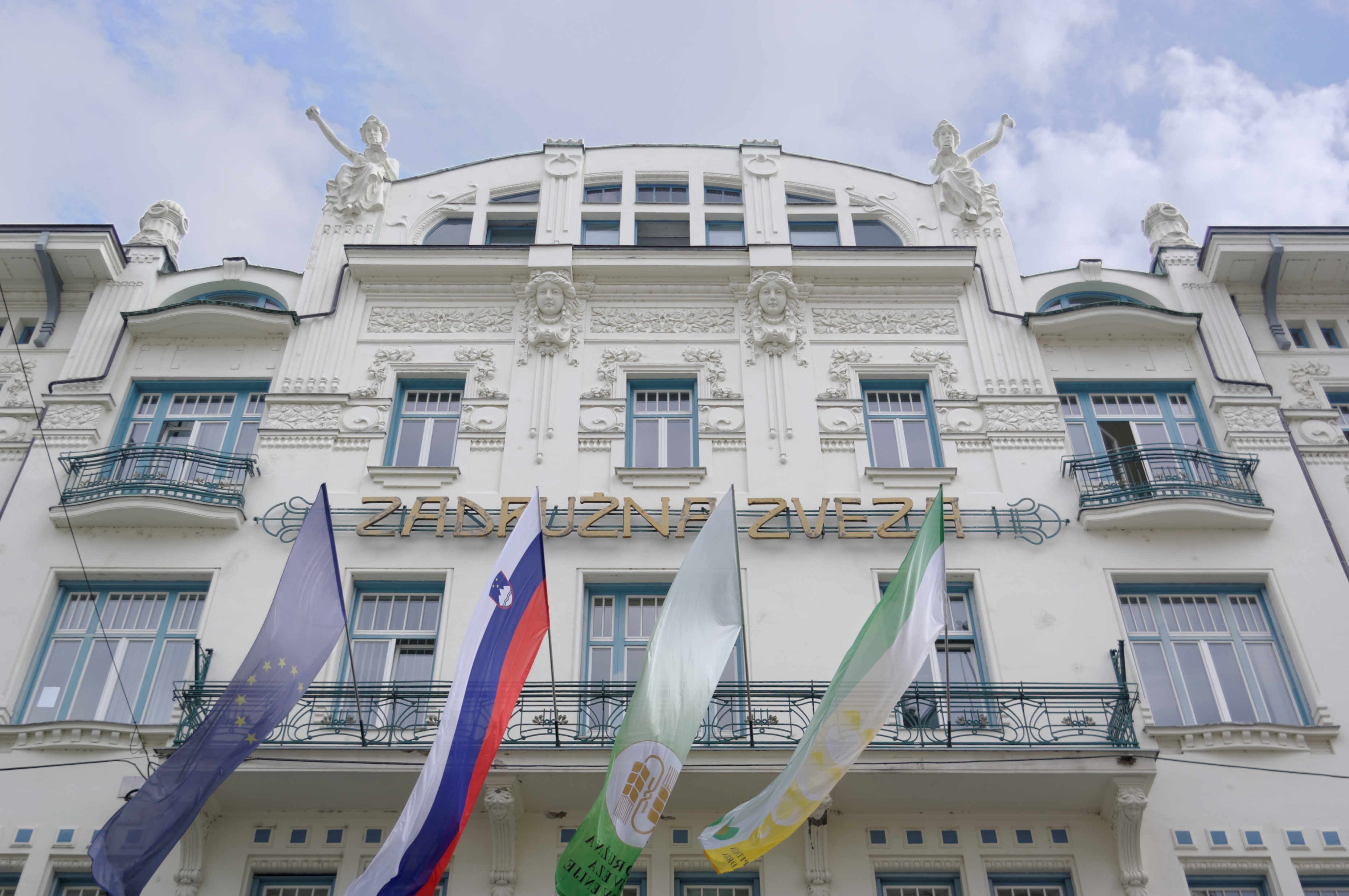
Народный кредитный банк, Любляна (1900–1907)
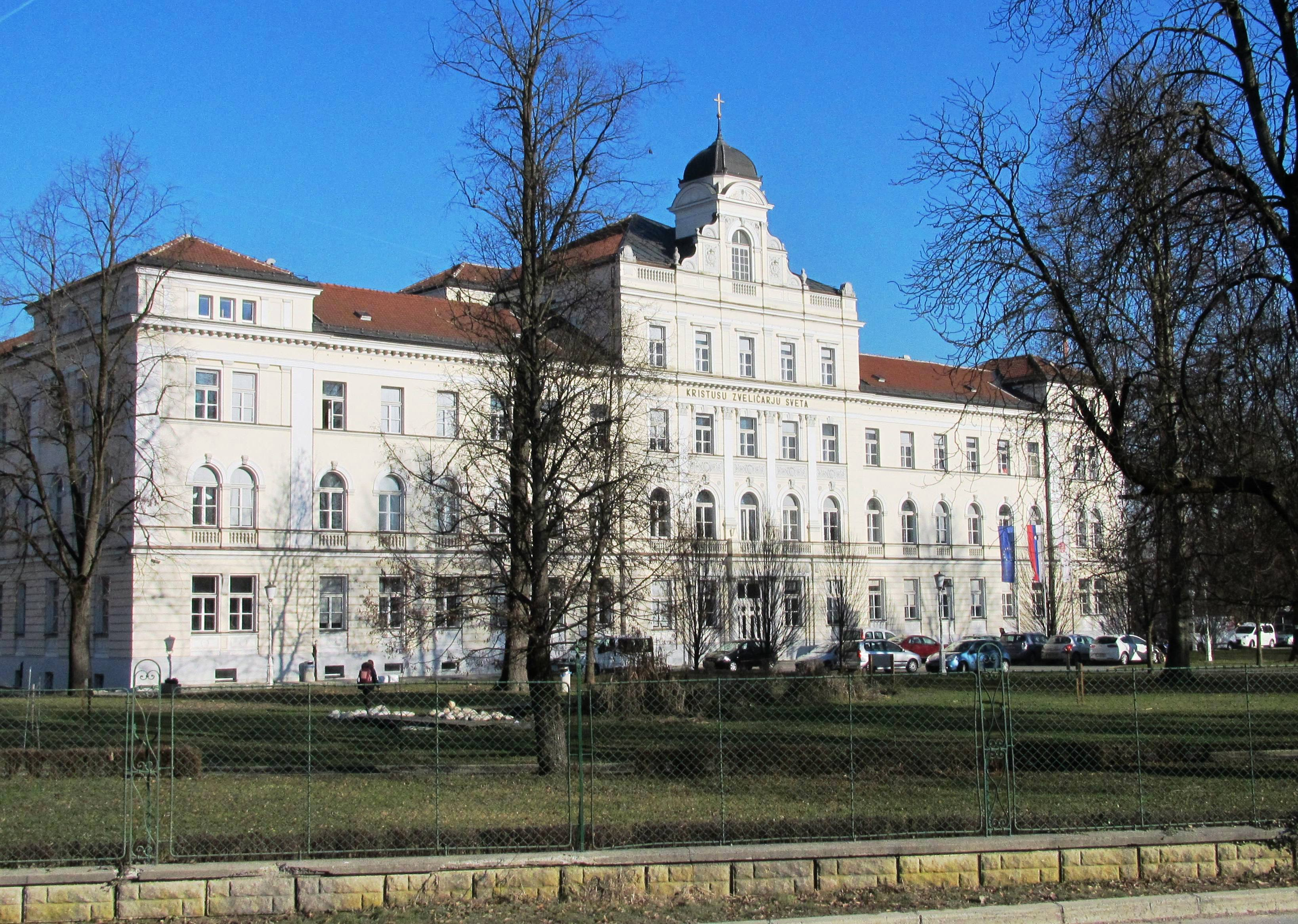
Институт Святого Станислава в Любляне (1901–1905)
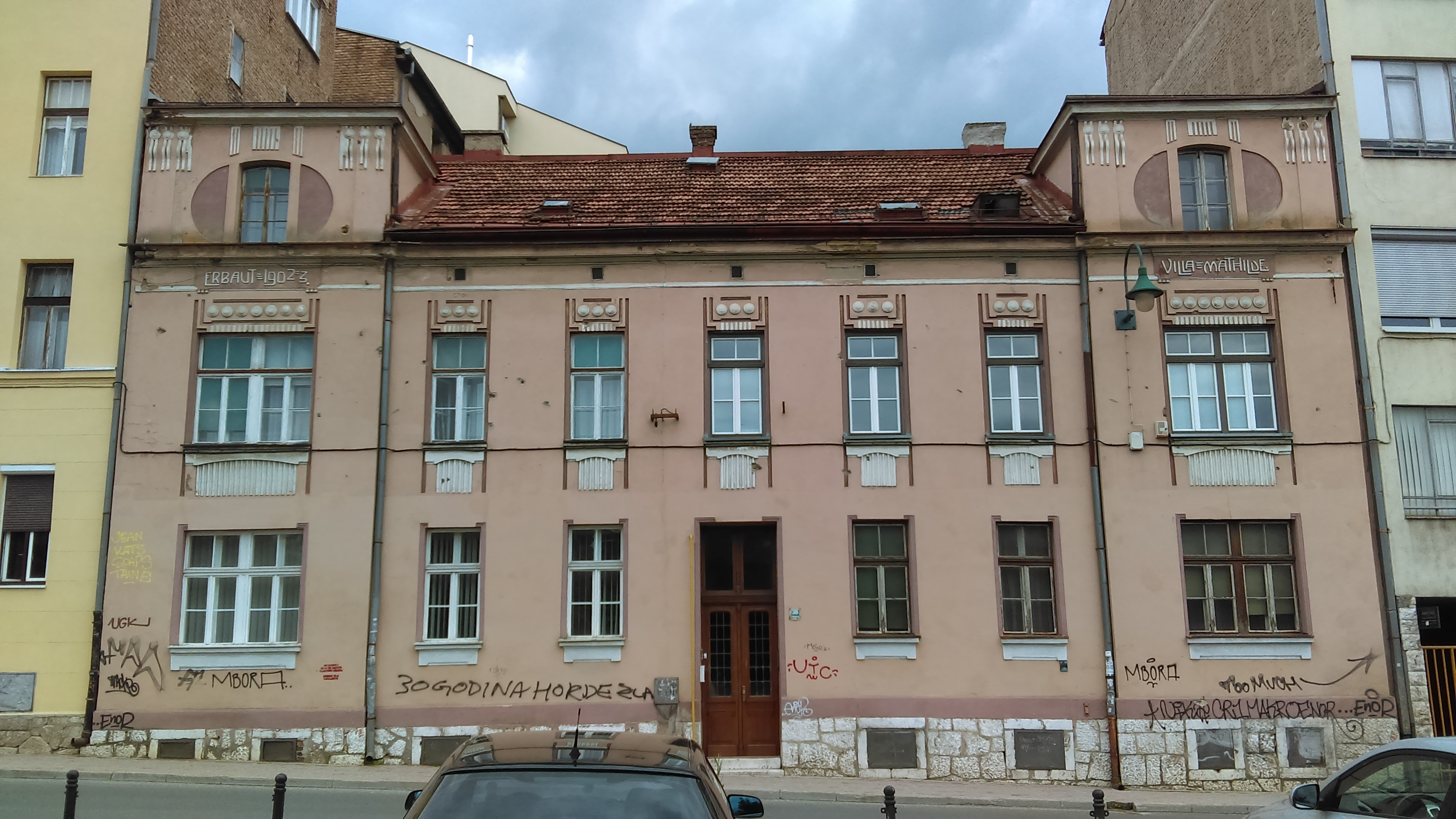
Вилла Матильда в Сараево (1902–1903)
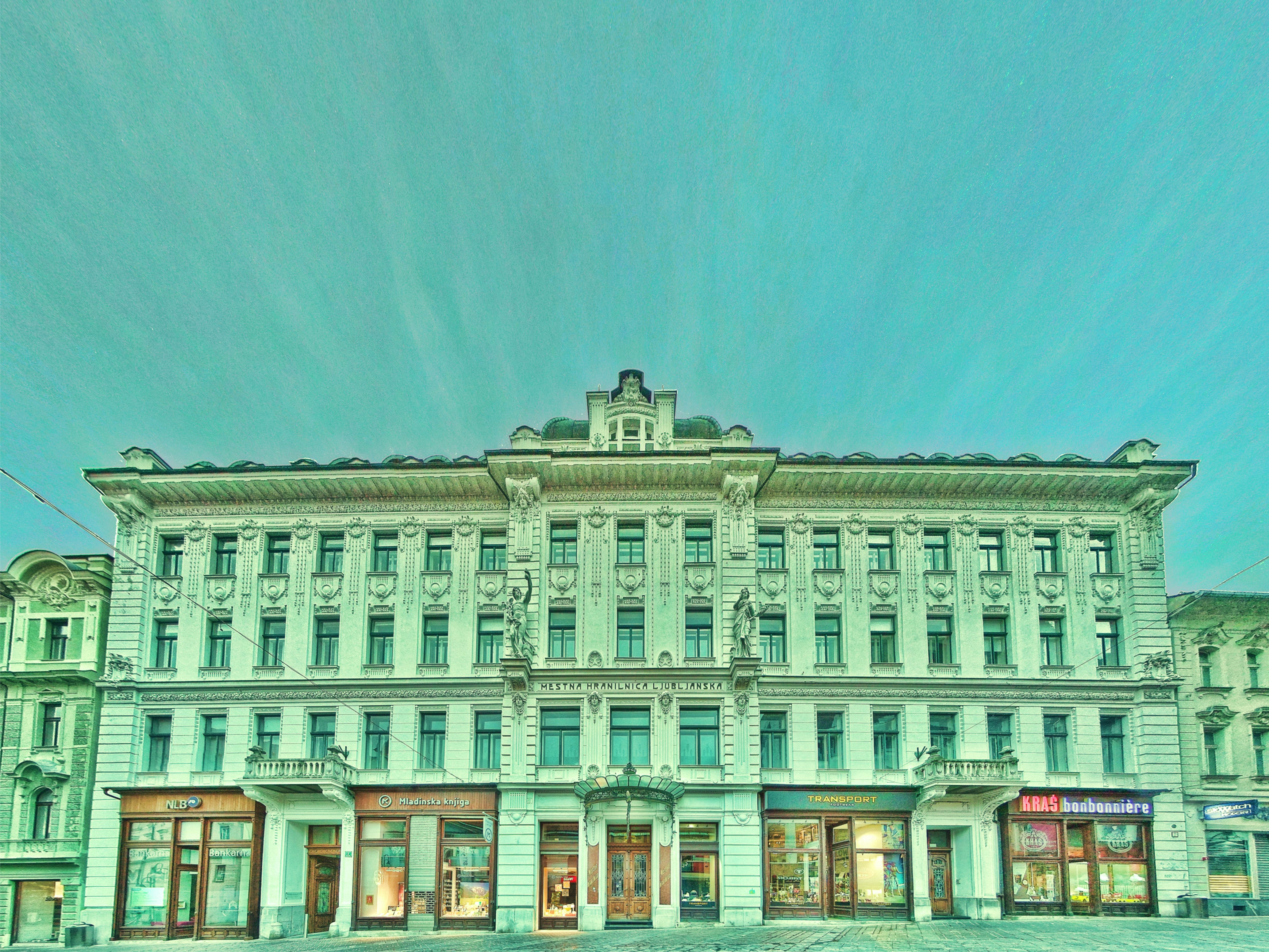
Городской сберегательный банк в Любляне(1902–1903)
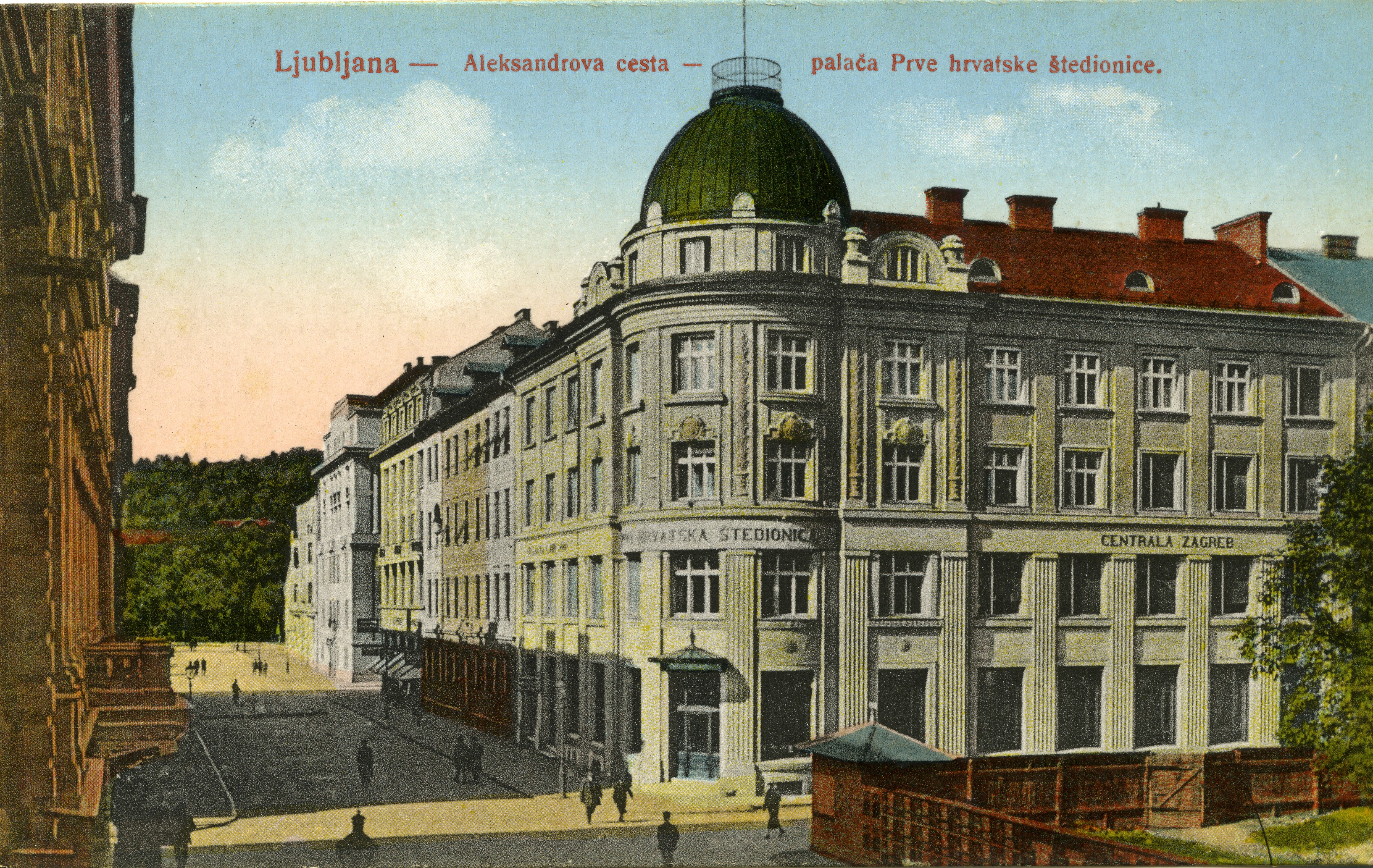
Первый хорватский сберегательный банк в Любляне (1902–1903)
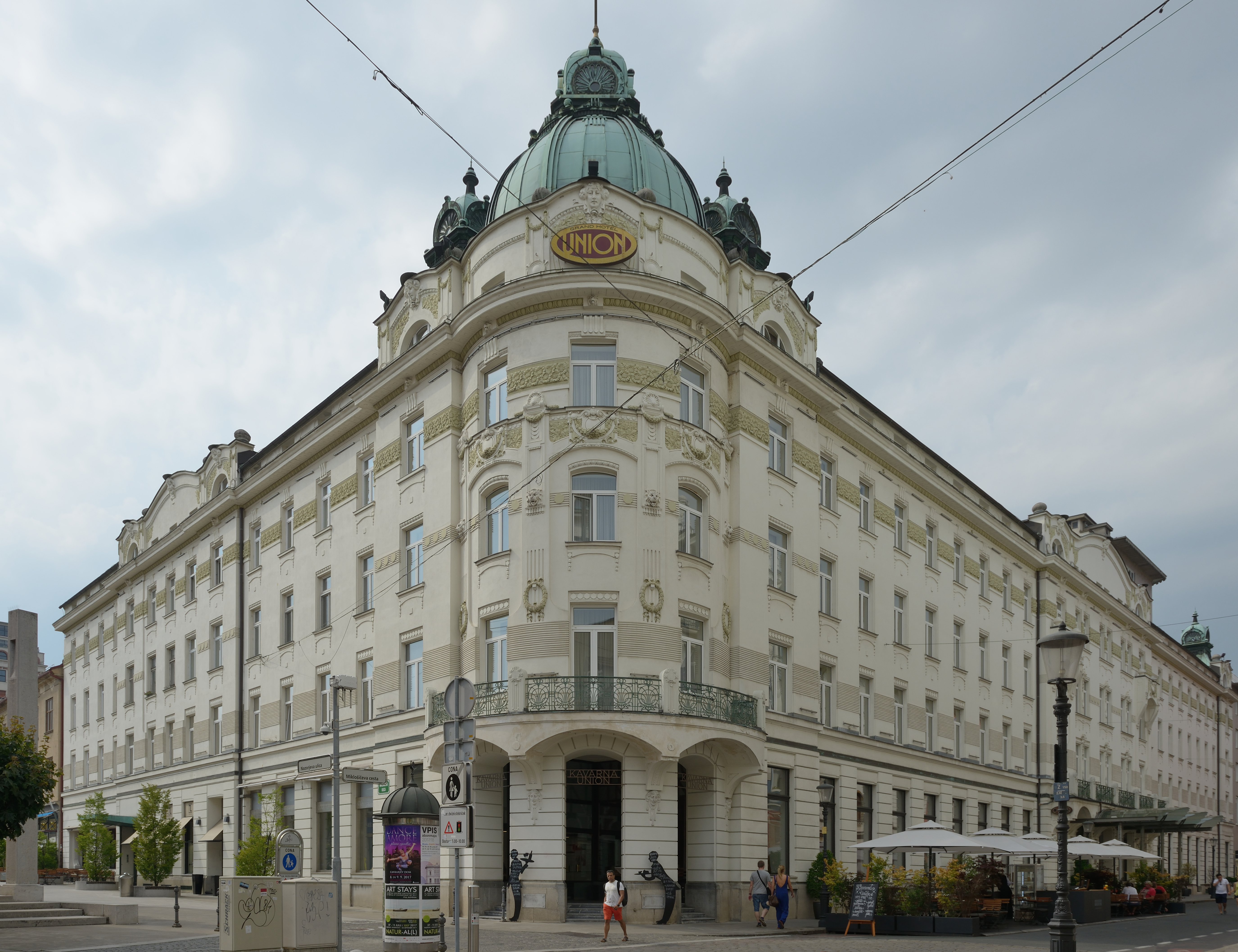
Гранд Отель Юнион в Любляне (1902–1903)
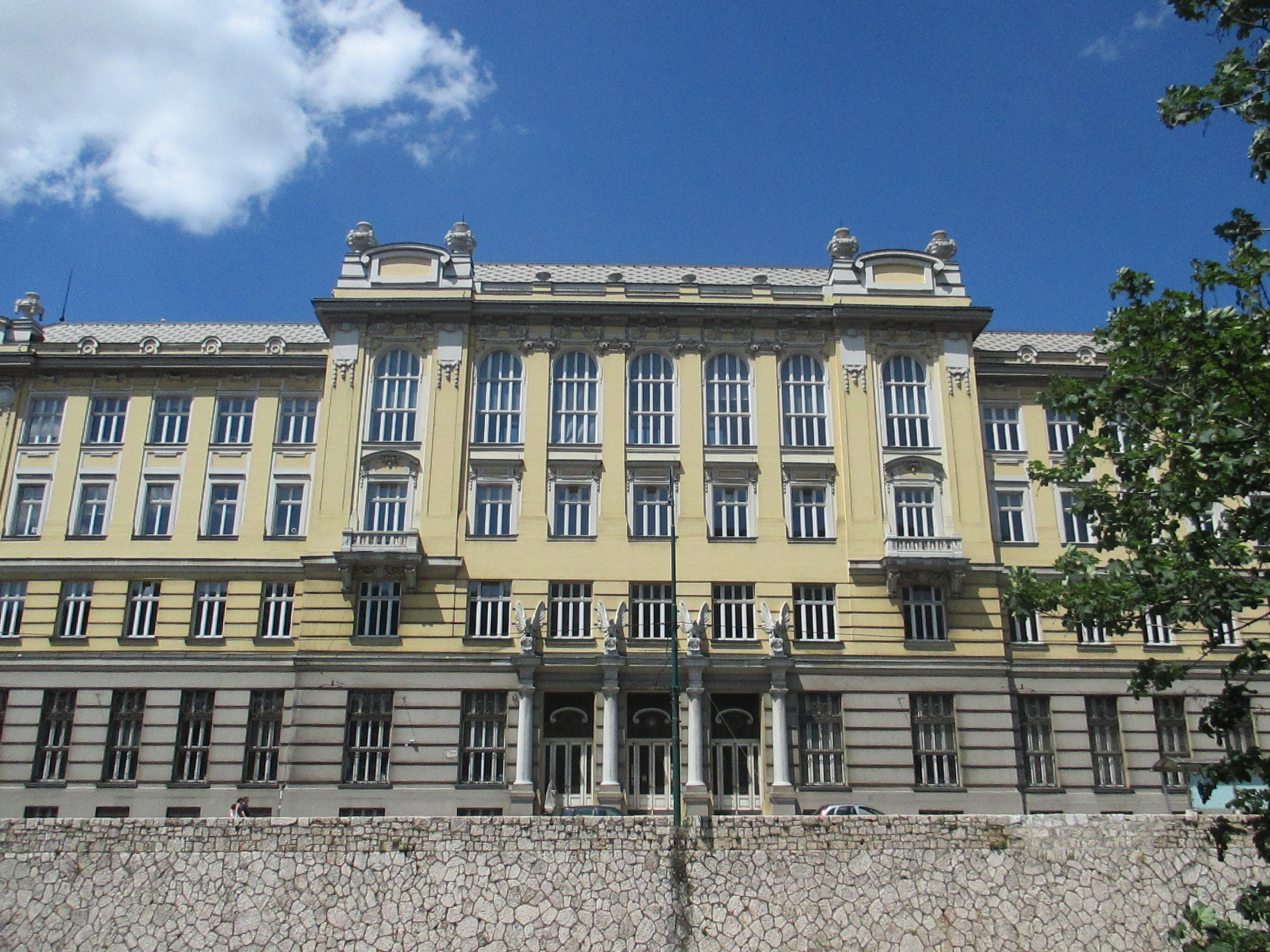
Центральное почтовое отделение в Сараево (1907–1913)
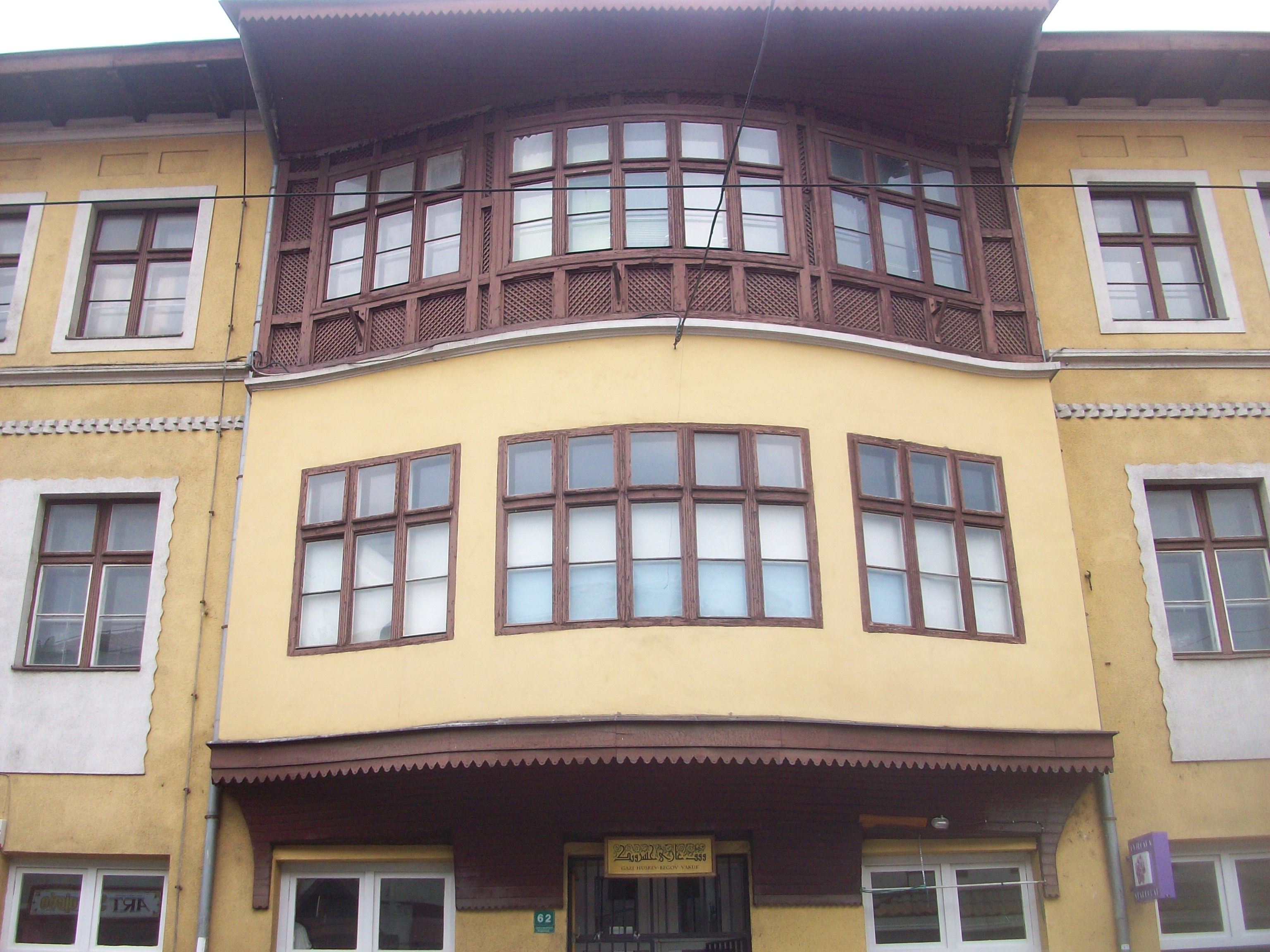
Отель Стари Град, Сараево (1909)